# یواس‌اس کانسیز (ای‌ام-۱۶۳)
یواس‌اس کانسیز (ای‌ام-۱۶۳) (به انگلیسی: USS Concise (AM-163)) یک کشتی بود که طول آن ۱۸۴ فوت ۶ اینچ (۵۶٫۲۴ متر) بود. این کشتی در سال ۱۹۴۳ ساخته شد.